# Janez III. Culemborški
Janez III. Culemborški, imenovan tudi Johan (okrog 1380 - 1. april 1452) je bil gospod Culemborški, Wertski, Beusichemski, Mauriški in z nakupom leta 1417 gospod Acquojski.

## Življenje
Bil je sin Gerharda I. Culemborškega in Berte Egmontske, hčere Janeza I. Egmontskega. Leta 1409 se je poročil z Barbaro Gemensko in nato od brata Huberta III. prejel gospostvo Werth. Leta 1417 je kupil gospostvo Acquoy in leta 1422 nasledil svojega brata Huberta III. kot gospod Culemborški.
Janez III. je podpiral svojega brata Svedra Culemborškega v boju za škofovski sedež v Utrechtu. Ta bitka je dosegla vrhunec leta 1428, ko so vojaki Rudolfa Diepholtskega pod vodstvom Janeza Burenskega vstopili v Culemborg, ta skupina je bila na koncu poražena in pregnana iz mesta. Leta 1435 je Janez III. pomagal vojvodi Arnoldu Egmontskemu pri obleganju Burena. Uspelo jim je osvojiti mesto in izgnati gospoda Viljema Burenskega.

## Poroka in otroci
Janez se je poročil 30. maja 1409 z Barbaro Gemensko, hčerko Henrika III. Gemenskega. Imela sta naslednje otroke:
- Sveder Culemborški (14??-1454)
- Berta Culemborška
- Juta Culemborška
- Aleida Culemborška (14??-1439)

Leta 1415 se je Janez ponovno poročil z Aleido Götterswiško. Imela sta naslednje otroke:
- Otelina Culemborška
- Hubert IV. Culemborški (14??-1431)
- Gerhard III. Culemborški (1415-1480), naslednik
- Arendje Neža Culemborška (1415-1481). Poročila se je z Janezom IV. Homutskim, gospodom Homutskim in Wiškim (1410-). Bil je sin Henrika II., gospoda Homutskega (1385-1430) in Stevine, gospe Wiške (1390-1462).
- Evervajn Culemborška (1431-1501)
- Meta Culemborška (14??-1492)